# Bryan González Guzmán
Bryan David González Guzmán (Quillota, Chile, 23 de febrero del 2003) es un futbolista profesional chileno que se desempeña como mediocampista ofensivo y actualmente milita en Unión San Felipe de la Primera B de Chile.

## Trayectoria

### Universidad Católica
Comenzó sus inferiores en San Luis hasta integrarse en Universidad Católica. González comenzaría a sonar en las citaciones de la UC en la temporada 2022 luego de nominaciones para la Copa Libertadores de ese año. Debutó el 18 de junio de 2022 contra Unión San Felipe por el partido de ida en la tercera fase de la Copa Chile, jugando todo el partido en el triunfo por 3 a 1 del elenco estudiantil.
Por el torneo nacional tras la confianza del técnico Ariel Holan, disputó su primer partido el 6 de agosto como titular, por la fecha 21 en el empate 1 a 1 frente a Everton. En septiembre de 2022, firmó su primer contrato profesional, que lo vinculará al club hasta finales de 2025.

## Estadísticas

### Clubes
| Club                         | Div.          | Temporada     | Liga  | Liga  | Liga   | Copas nacionales | Copas nacionales | Copas nacionales | Torneos internacionales | Torneos internacionales | Torneos internacionales | Total | Total | Total  |
| Club                         | Div.          | Temporada     | Part. | Goles | Asist. | Part.            | Goles            | Asist.           | Part.                   | Goles                   | Asist.                  | Part. | Goles | Asist. |
| ---------------------------- | ------------- | ------------- | ----- | ----- | ------ | ---------------- | ---------------- | ---------------- | ----------------------- | ----------------------- | ----------------------- | ----- | ----- | ------ |
| Universidad Católica · Chile | 1.ª           | 2022          | 5     | 0     | 0      | 5                | 0                | 0                | —                       | —                       | —                       | 10    | 0     | 0      |
| Universidad Católica · Chile | 1.ª           | 2023          | 2     | 0     | 0      | 2                | 0                | 1                | —                       | —                       | —                       | 4     | 0     | 1      |
| Universidad Católica · Chile | 1.ª           | 2024          | 9     | 0     | 0      | 2                | 0                | 0                | —                       | —                       | —                       | 11    | 0     | 0      |
| Universidad Católica · Chile | Total club    | Total club    | 16    | 0     | 0      | 9                | 0                | 1                | 0                       | 0                       | 0                       | 25    | 0     | 1      |
| Total carrera                | Total carrera | Total carrera | 16    | 0     | 0      | 9                | 0                | 1                | 0                       | 0                       | 0                       | 25    | 0     | 1      |
| 1. 2.                        |               |               |       |       |        |                  |                  |                  |                         |                         |                         |       |       |        |